# 博迪达喇鄂特罕台吉
博迪达喇鄂特罕台吉（源于梵语：Bodidara Odkhan，1514年—？），16世纪蒙古右翼永谢布部領主，達延汗之孫，巴爾斯博羅特之子，衮必里克墨尔根、俺答汗的弟弟，又作我托漢卜只剌台吉。
博迪达喇鄂特罕台吉原隨父兄在鄂爾多斯部。后奪得其叔父鄂不锡衮青台吉的永谢布部、阿苏特部。鄂不锡衮青台吉的两个儿子阿济和实喇内讧，实喇被杀无后，阿济因为杀弟被众人遗弃，于是博迪达喇成为阿苏特、永谢布的领主。他的駐地在明朝宣府、张家口的邊外正北方二十日程。在张家口和明朝互市。

## 子孙
- 永邵卜大成台吉
  - 恩克七庆台吉
  - 挨生台吉
  - 我焦敬台吉
- 也辛跌儿台吉
  - 把儿勿台吉
- 哑速火落赤把都儿
  - 唐兀台吉
  - 矮落台吉
  - 千令台吉
  - 虎剌海气台吉